# 宮本貴奈
宮本 貴奈（みやもと たかな）は、日米を拠点にマルチに活動する、日英バイリンガルピアニスト、作曲家、作詞家、編曲家、歌手、音楽プロデューサー。茨城県結城市出身。
物語が見えるようなプレイとアレンジ、演者が輝くサウンド作りで、繊細かつダイナミックなピアノスタイルは『一人オーケストラ』と呼ばれている。

## 経歴
子供の頃からエレクトーンを学んでいたが、次第に久石譲、坂本龍一のような映画音楽に惹かれ、中学在学中から作曲家を志しピアノに転向、作曲理論の一環として、ジャズ理論を学び始める。恩師に勧められ留学した、ボストンのバークリー音楽大学の映画音楽学科・ジャズ作曲学科在学中に、ジャズピアノの演奏にも目覚める。
ビル・エヴァンス、キース・ジャレット、チック・コリア、デイヴ・グルーシン、ハービー・ハンコック、ジョー・サンプル等に憧れて、在学中にジャズピアニストとしての活動を開始。
バークリー音楽大学在学中に数々の賞を受賞。卒業後、全米エドマンジャズピアノ大会優勝、ニューヨークに活動拠点を移す。
歌手ニーナ・フリーロンのワールドツアーに5年間参加。ピアノ演奏、編曲と音楽監督を担当したアルバム『ソウルコール』は2001年グラミー賞に2部門でノミネート。
サックス奏者、カーク・ウェイラムとの共同名義作品『プロミセス・メイド』は、全米ビルボードジャズ部門5位にチャートイン。
2011年のNY同時多発テロ事件をきっかけに、ジョージア州アトランタに拠点を移す。ジョージア州立大学ジャズ教育学修士課程修了（国内ではこの修士号を持つ人は極めて希少である）、同大学助講師も務める。「アトランタベストジャズ」2年連続受賞、「ジョージア州で最も影響力のある女性」他、受賞多数。
ルネ・マリー、リズ・ライト、アラン・ハリス、アイリーン・キャラ、八神純子、絢香、佐藤竹善、中西圭三、サラ・オレイン、大黒摩季、城田優、伊藤君子、シャンティ・スナイダー、SHIHO、TOKU、など、歌手との共演が多い。その他、SUGIZO、チェリストの溝口肇、篠笛の狩野泰一、Drum TAOなど、ジャンルを超えての共演も多い。2019年、八神純子に背中を押され、歌を歌うようになった。それ以前も、佐藤竹善、TOKU等のバックコーラスで歌っている。
ビル・エヴァンス・トリオのドラマー、マーティ・モレルとエヴァンス・トリビュートで日本ツアーも行う。
欧米（ボストン、ニューヨーク、アトランタ、ロンドン）に19年在住。現在は拠点を日本に移している。
国立音楽大学ジャズ専修非常勤講師。同大学講師陣に、小曽根真、塩谷哲、井上陽介がいる。
バンドアレンジのほか、ピアノ、オーケストラ、ストリングス、ア・カペラ、ビッグバンド、室内楽アレンジも手がける。
オーケストラ・管弦楽アレンジ：佐藤竹善、サラ・オレイン、May J.、今井美樹、岩崎宏美、杏里、タケカワユキヒデ、河村隆一、八神純子、SUGIZO、宮沢和史、城田優他、多岐に渡る。
加山雄三のTV番組で、由紀さおりと共演。とにかく共演とスタイルの幅が広い。
狩野泰一と共作名義で、NHK『日本の話芸』のテーマ曲を担当。氷川きよしが歌う『ゲゲゲの鬼太郎』オープニングでピアノを担当。
地元茨城県結城市「つむぎの郷サウンドフェスタ」のスーパーバイザーとして、20年間海外や国内からゲストアーティストを招聘、共演を果たしている。2020年から「結城ジャズフェスティバル」として再開、プログラムプロデューサーとして就任。

## 受賞歴
- ランディエドマンジャズピアノ大会 全米優勝 （1998年/米国）、他
- 「ライジングスターピアニスト」 （2001年）※インターナショナルジャズソサエティ
- 「ジョージア州で最も影響力の有る女性 100人」（2004年）Women Looking Ahead 誌
- 「アトランタベストジャズアーティスト」 （2006年&2005年）※クリエイティブ・ローフィン誌
- 「ジョージア州エリートアジア人」 （2007年）
- ジョージア日米協会名誉会員 （2009年）
- 「ジョージア州で最も影響力のあるアジア人 25人」 （2012年）
- 茨城県結城市 結城紬大使 （2012年）[2]
- 茨城県表彰（2022年）「教育と文化の向上」

## ディスコグラフィ

### リーダー・コラボ・共同名義作品
| アーティスト名                                      | タイトル                                         | 発売年 | 備考                                                         | レーベル           |
| 宮本貴奈 (feat. 佐藤竹善、石若駿、小沼ようすけ、他) | 「Wonderful World」                              | 2020   | ＊ミュージックペンクラブ最優秀作品賞受賞（全ポピュラー部門） | Jump World         |
| 宮本貴奈トリオ                                      | 「On My Way」                                    | 2013   |                                                              | Spice of Life Inc. |
| 宮本貴奈トリオ                                      | 「An Acoustic Journey」                          | 2008   |                                                              |                    |
| 宮本貴奈トリオ                                      | 「Tree Song」                                    | 2002   |                                                              |                    |
| 宮本貴奈トリオ                                      | 「It’s All Up To You」                           | 1998   |                                                              |                    |
| 宮本貴奈ソロ                                        | 「Piano Tales」                                  | 2003   |                                                              |                    |
| Double Rainbow = 小沼ようすけ x 宮本貴奈            | 「After The Rain」                               | 2023   | 4曲ボーカルも担当                                            | JUMP WORLD         |
| Double Rainbow = 小沼ようすけ x 宮本貴奈            | 「Voyage」                                       | 2013   |                                                              | JUMP WORLD         |
| 宮本貴奈 feat. 日野皓正、石若駿、他                 | 「マーチング～明日へ」オリジナルサウンドトラック | 2015   | ソロ/コラボ作品                                              | JUMP WORLD         |
| WA-OTO / 中西圭三×狩野泰一×宮本貴奈                 | 「Departure」                                    | 2015   | ピアノ、アレンジ、共同プロデュース                           | JUMP WORLD         |
| クリスチャン・タンバー＆宮本貴奈＆小川慶太          | 「People Talk」                                  | 2015   |                                                              |                    |
| クリスチャン・タンバー＆宮本貴奈                    | 「Conversations」                                | 2011   |                                                              |                    |
| クリスチャン・タンバー＆宮本貴奈                    | 「Traveling South」                              | 2008   |                                                              |                    |
| クリスチャン・タンバー＆宮本貴奈                    | 「An Afternoon Together」                        | 2005   |                                                              |                    |
| G.G. = 宮本貴奈＆植田典子＆ジョーンズ満寿美         | 「Ruby Road」                                    | 2015   |                                                              | Tokyo Tunes        |
| カーク・ウェイラム＆宮本貴奈                        | 「Promises Made」                                | 2008   | 米国ビルボードチャート5位                                    |                    |
| 米国NPO法人 Millennium Promise                      | チャリティプロジェクト                           | 2008   | 米国ビルボードチャート5位                                    |                    |

### プロデュース・アレンジ提供作品
| アーティスト名                 | タイトル                                              | 発売年 | 備考                                   | レーベル                               |
| TOKU                           | Original Songbook                                     |        | ピアノ、アレンジ、サウンドプロデュース | ソニー・ミュージックレコーズ           |
| TOKU                           | SHAKE                                                 |        | ピアノ、アレンジ、サウンドプロデュース | ソニー・ミュージックレコーズ           |
| TOKU                           | 「Dear Mr. Sinatra」                                  | 2015   | ピアノ、アレンジ、サウンドプロデュース | ソニー・ミュージックレコーズ           |
| TOKU                           | 「Dream a Dream」                                     | 2013   | ピアノ、アレンジ、サウンドプロデュース | ソニー・ミュージックレコーズ           |
| TOKU                           | 「Sings & Plays Stevie Wonder」                       | 2011   | ピアノ、アレンジ、サウンドプロデュース | ソニー・ミュージックレコーズ           |
| TOKU                           | 「Love Again」                                        | 2008   | ピアノ、アレンジ、サウンドプロデュース | ソニー・ミュージックレコーズ           |
| 狩野泰一・金子竜太郎・宮本貴奈 | 「HIKOBAEオリジナルサウンドトラック〜未来への約束〜」 |        | ピアノ、アレンジ、サウンドプロデュース |                                        |
| 狩野泰一                       | 「しあわせに」                                        | 2010   | ピアノ、アレンジ、サウンドプロデュース | ヤマハミュージックコミュニケーションズ |
| 狩野泰一                       | 「竹のうた」                                          | 2010   | ピアノ、アレンジ、サウンドプロデュース | ヤマハミュージックコミュニケーションズ |
| 飯田さつき                     | Old Fashioned                                         | 2018   | ピアノ、アレンジ、サウンドプロデュース | キングレコード                         |
| 飯田さつき                     | Moon River                                            |        | ピアノ、アレンジ、サウンドプロデュース | ＊ミュージックペンクラブ新人賞受賞     |
| 飯田さつき                     | 「I Thought About You」                               | 2011   | ピアノ、アレンジ、サウンドプロデュース | Tokyo Sounds                           |
| 伊藤君子                       | 「Kimiko Sings Hibari」                               | 2017   | ピアノ、アレンジ、サウンドプロデュース | SAVOY（日本コロンビア）                |
| 伊藤君子                       | 「ジャズだべ！ジャズださ！」                          | 2015   | ピアノ、アレンジ、サウンドプロデュース | SAVOY（日本コロンビア）                |

### ピアノ・アレンジ 参加作品
| アーティスト名 | タイトル                              | 発売年 | 備考                                            |
| May J.         | Cinema Song Covers DVD                |        | DVD ピアノ出演・オーケストラアレンジ担当（7曲） |
| SUGIZO         | Oneness M                             |        |                                                 |
| SUGIZO         | Oto                                   |        |                                                 |
| 佐藤竹善       | Cornerstones 6 'My Symphonic Visions' |        | オーケストラアレンジ担当（4曲）                 |
| SHANTI         | 「Kiss the Sun」                      | 2015   |                                                 |
| 南里沙         | 「El Mundo」                          | 2015   |                                                 |
| サラ・オレイン | 「F」                                 | 2015   |                                                 |
| 佐藤竹善       | 「Your Christmas Day III」            | 2015   | アレンジ&ピアノ担当                             |

### 参加作品（抜粋）
| アーティスト名           | タイトル                       | 発売年 | 備考                                                   | レーベル             |
| スクエニジャズ           | スクエニジャズ1                |        | ピアノ参加                                             | スクウェアエニックス |
| スクエニジャズ           | スクエニジャズ2                |        | ピアノ参加                                             | スクウェアエニックス |
| スクエニジャズ           | スクエニジャズ3                | 2020   | ピアノ参加                                             | スクウェアエニックス |
| スクエニジャズ           | スクエニジャズ4                |        | ピアノ参加                                             | スクウェアエニックス |
| スクエニジャズ           | スクエニジャズ5                |        | ピアノ参加                                             | スクウェアエニックス |
| スクエニジャズ           | スクエニジャズ6                |        | ピアノ参加                                             | スクウェアエニックス |
| アイリーン・キャラ       | 「Hot Caramel」                | 2010   | ピアノ参加                                             |                      |
| 岩男潤子                 | 優しさの種子                   | 2016   | ピアノ参加                                             |                      |
| エイブリー・サンシャイン | 「Avery Sunshine」             | 2010   | ピアノ参加                                             |                      |
| コンピレーション         | 「Flora Deux」                 | 2010   |                                                        |                      |
| マヤ・ハッチ             | 「マイ・フーリッシュ・ハート」 | 2009   | アレンジ提供・音楽監督                                 | Spice of Life        |
| エディー・ライト         | 「Earthbound Gravity」         | 2009   | ピアノ参加                                             |                      |
| JIVA                     | 「Day Into Night」             | 2007   | ピアノ参加                                             |                      |
| 大黒摩季                 | 「Weep」                       | 2006   | ピアノ参加                                             |                      |
| ラッセル・ガン           | 「Bionic/Krunk Jazz」          | 2006   | ピアノ参加                                             |                      |
| カーク・ウェイラム       | 「Babyface Songbook」          | 2005   | ピアノ参加                                             |                      |
| ルネ・マリー             | 「Serene Renegade」            | 2004   | 作曲、アレンジ、ピアノ参加                             |                      |
| アナンダ・プロジェクト   | 「Morning Light」              | 2003   | ピアノ参加                                             |                      |
| 藤原大輔                 | 「Jazzic Anomaly」             | 2004   | ピアノ参加                                             |                      |
| 藤原大輔                 | 「白と黒の間にある4つの色」    | 2003   | ピアノ参加                                             |                      |
| ニーナ・フリーロン       | 「Live at Kennedy Center」     | 2003   | ピアノ参加                                             |                      |
| ニーナ・フリーロン       | 「Soulcall」                   | 2001   | ピアノ、編曲、音楽監督/2001年グラミー賞2部門ノミネート | Concord Jazz         |

## 音楽監督
- 名曲コンサート in 大阪 ゲスト：May J.、宮沢和史、紅ゆずる、ヴォーカルアンサンブルOsaka、京都フィルハーモニー交響楽団 (2023年)
- SNOOPY Premium Symphonic Christmas Concert・ゲスト：城田優、May J.中川晃教 (2020年 - 毎年12月)
- ミューザ川崎 チック・コリア トリビュート（2022年）
- Music Land 熊本（ピアノ、音楽監督・アレンジ担当・ゲスト：八神純子、タケカワユキヒデ、May J.、福原美穂、杏里、MINMI）
- ニーナ・フリーロン（グラミー賞8回候補）ワールドツアー
- 八神純子 クリスマスディナーショー（パレスホテル東京）2018年（アレンジ&ピアノも担当）
- ダニエル・ホー（グラミー賞ハワイアン部門5回受賞）※2010年日本ツアー
- 狩野泰一「新潟の音風景」シリーズ（2010年 - ）
- TOKU
- アトランタ ヤングシンガーズ合唱団「Millio Clouds Away」コンサート（2009年）※編曲を担当。ゲスト：狩野泰一
- マヤ・ハッチ「マイ・フーリッシュ・ハート」（2009年）※編曲も担当。
- 結城市「つむぎの郷 サウンドフェスタ」（1995年 - 2015年）スーパーバイザー
- 「結城ジャズフェスティバル」（2020年 - ）スーパーバイザー

## オーケストラ・管弦楽アレンジ
佐藤竹善、サラ・オレイン、May J.、今井美樹、岩崎宏美、杏里、福原美穂、MINMI、大黒摩季、
タケカワユキヒデ、狩野泰一、河村隆一、八神純子、SUGIZO、宮沢和史、城田優、
TOKU、伊藤君子、日野皓正 他。

## レギュラーメンバー（国内）
Blue Note Toko All Star Jazz Orchestra、佐藤竹善 & the Jazz Creatures、八神純子 TryAngle、 
Double Rainbow = 小沼ようすけ x 宮本貴奈

## 共演
国内
八神純子、佐藤竹善、サラ・オレイン、May J.、小野リサ、杏里、福原美穂、大黒摩季、タケカワユキヒデ、狩野泰一、河村隆一、SUGIZO、宮沢和史、城田優、夏木マリ、TOKU、伊藤君子、日野皓正、稲垣潤一、エリック・ミヤシロ、本田雅人、中川英二郎、Toshl、石丸幹二、溝口肇、川口千里、ケイコ・リー、シャンティ・スナイダー他。
海外
ニーナ・フリーロン、クリス・ポッター、カーク・ウェイラム、アイリーン・キャラ、ダニエル・ホー、ボブ・ジェームス、デイヴ・グルーシン、リー・リトナー、ルネ・マリー、アール・クルー、ラッセル・ガン、エド・シグペン、リズ・ライト、アラン・ハリス、ロン・カーター 他。

## ゲスト出演
- ミューザ川崎 チック・コリアオーケストラトリビュート（2022年)
- サラ・オレイン サントリーホール公演　(2019年) 他

## 作曲/編曲
テレビ
- NHK 『日本の話芸』テーマ曲（狩野泰一と共作）

映画
- 『マーチング〜明日へ』（2017年） ※監督：中田新一
- 『惑う〜After the Rain』(2016年） ※監督：林弘樹
- 『太陽は胸の中に』（2016年） ※監督：林弘樹
- 『雨上がりの朝』（2016年） ※監督：月岡貞夫
- 『十字架』（2016年） ※監督：五十嵐匠
- 『懐かしき未来への旅～南砺ソウルトラベル』（2015年） ※監督：林弘樹
- 『海へさよなら、こんにちわ』（2015年） ※監督：林弘樹
- 『空飛ぶ金魚と世界のひみつ』（2013年） ※監督：林弘樹
- 『種まく旅人〜みのりの茶〜』（2012年） ※監督：塩屋俊
- 『ふるさとがえり』（2011年） ※監督：林弘樹
- 『ディアー・ウィリー』 ※監督：Elmer Bowman (アメリカ)

演劇
- 『HIKOBAE project 2012』（演出：塩屋俊/梶原涼晴）
- 『ロング・クリスマス・ライド・ホーム』（Synchronicity/Actors Express/U.S.A.）

人形劇
- 『デューク・エリントンズ・キャット』※国際人形劇協会最優秀賞受賞

音楽物語
- 『うたえほん 1 〜Mother Earth アリヤムとその仲間達〜』（中西圭三プロデュース）
- 『うたえほん 2』（サントリーEco Kids/中西圭三プロデュース）※作曲（共同）とピアノを担当

楽譜集
- 『狩野泰一 篠笛で歌ってみよう』（2016）※編曲とピアノを担当
- 『狩野泰一 篠笛セレクション』（2010）※編曲とピアノを担当

楽曲提供
- 練馬文化会館【ねりぶんJazz】公演シリーズ テーマソング（2022～）「Music Is Wonderful, Life Is Beautiful」（英語作詞＆歌唱）
- TOKU Whole New Life （英語作詞）
- 狩野泰一
- ジョージア州日米協会30周年記念ドキュメンタリー
- NHK「日本の話芸」番組テーマ音楽「音紬ぎ」（狩野泰一、宮本貴奈）
- 狩野泰一「新潟の音風景」シリーズ（2010～）※音楽監督とオーケストラ編曲担当

編曲等
- 結城紬イメージソング「紬のふるさと」
- 結城市盆踊り「まゆげった音頭」
- 横浜音祭り（2016）前夜祭 with 日野皓正 ＆ 西本智実 ※オーケストラアレンジとピアノ担当、他